# Rifugio Eugenio Margaroli
Il rifugio Eugenio Margaroli è un rifugio alpino situato sulle sponde del Lago Vannino, nell'omonima alpe, in comune di Formazza, a 2.194 m s.l.m..

## Storia
Il rifugio fu costruito ex novo dai volontari della sezione di Domodossola del CAI, durante tre anni di lavoro, e venne inaugurato il 7 settembre 1980.
La struttura è dedicata ad Eugenio Margaroli, guida alpina di Domodossola, morto in un incidente sul lavoro in Perù nel 1971.

## Caratteristiche e informazioni
È una struttura in muratura a due piani più sottotetto. Al pian terreno si trova la sala da pranzo, mentre al piano superiore si trovano i posti letto, ripartiti tra stanze con letti a castello e cameroni con tavolato comune, per un totale di 46 posti letto. Dispone di acqua calda, impianto elettrico ed impianto di riscaldamento. Dispone inoltre di una connessione internet a banda larga, ad uso gratuito degli ospiti del rifugio.
I periodi di apertura sono due: uno primaverile, dal 1º marzo al 30 aprile, ed uno estivo, dal 15 giugno al 30 settembre.

## Accessi
Il rifugio può essere raggiunto a piedi seguendo la pista agro-silvo-pastorale che dall'abitato di Canza conduce fino al lago Vannino, risalendo il fondovalle della valle omonima o prendendo la seggiovia del Sagersboden a Valdo per abbreviare e l'escursione e risparmiare circa 400 mt. di dislivello.  . Lo stesso tracciato può essere percorso in inverno, con le racchette da neve o gli sci.

## Ascensioni
- Punta d'Arbola (3.235 m)
- Monte Giove (3.009 m)
- Cima Cust (3.045 m)
- Clogstafel (2.967 m)
- Punta del Forno (2.967 m)
- Corni di Nefelgiù (2.651 m)
- Punta del Vannino (2.635 m)

## Traversate
- Rifugio Miryam, situato più in basso nella stessa valle
- Rifugio Castiglioni e Città di Sesto per la Scatta Minoia, o per il Passo Busin e la Bocchetta di Valle.
- Rifugio Città di Busto per il "passo del Vannino"
- Rifugio Cesare Mores e Somma Lombardo per il passo del Vannino
- Rifugio Claudio e Bruno e rifugio 3A per il passo del Vannino.